# Palača Beylerbeyi
Palača Beylerbeyi (turško Beylerbeyi Sarayı; palača bega begov) stoji v soseski Beylerbeyi v okrožju Üsküdar v Carigradu v Turčiji na azijski strani Bosporja. Gre za cesarsko osmansko poletno rezidenco. Zgrajena je bila med letoma 1861 in 1865. Danes stoji neposredno severno od prvega Bosporskega mostu. V tej palači je bil Abdul Hamid II. v hišnem priporu pred smrtjo leta 1918.

## Zgodovina
Palačo Beylerbeyi je naročil sultan Abdul Aziz (1830–1876) in jo zgradili med letoma 1861 in 1865 kot poletno rezidenco in prostor za zabavo gostujočih voditeljev držav. Leta 1869 je palačo obiskala francoska cesarica Eugénie na poti na odprtje Sueškega prekopa. Cesarica je bila tako navdušena nad eleganco palače, da je dala izdelati kopijo okna v sobi za goste za svojo spalnico v Tuilerijski palači v Parizu. Med vračanjem z razstave Exposition Universelle (1889) v Franciji je v palači ostal Nasrudin-šah Kadžar iz Irana. Med drugimi kraljevskimi obiskovalci palače sta bila vojvoda in vojvodinja Windsorska.
Palača je bila zadnji kraj ujetništva odstavljenega sultana Abdul Hamida II. od leta 1912 do njegove smrti leta 1918.

## Opis
Palača Beylerbeyi, ki jo je oblikoval Sarkis Balyan v slogu drugega francoskega cesarstva, se zdi dokaj zadržana v primerjavi s presežki prejšnjih palač palača Dolmabahçe ali Küçüksu.
Palača je videti najbolj privlačno iz Bosporja, od koder se najbolje vidita njena dva kopališka paviljona, eden za harem (samo za ženske) in drugi za selamlik (samo za moške). Eden najbolj privlačnih prostorov je sprejemna dvorana, ki ima bazen in fontano. Tekoča voda je bila priljubljena v osmanskih hišah zaradi prijetnega zvoka in hladilnega učinka v vročini.
Na tleh se kot oblika izolacije uporablja egiptovski trs. Kristalne lestence je večinoma izdelalo francosko podjetje Baccarat, preproge pa so iz Hereke.

## Galerija
- Beylerbeyi Palace Exterior view
- Beylerbeyi Palace Front with stairs
- Beylerbeyi Palace Stairs from aside
- Beylerbeyi Palace Bathing pavilion
- Beylerbeyi Palace Bathing pavilion
- Notranjost palače
- Sultanova spalnica